# Шеста крајишка ударна бригада
Шеста крајишка бригада формирана је 14. октобра 1942. од јединица Првог крајишког НОП одреда.
Бригада је била под командом Оперативног штаба за Босанску Крајину од 9. септембра до 9. новембра 1942. При формирању Четврте крајишке дивизије 9. новембра 1942. бригада је ушла у њен састав, у којем је остала до краја рата.

## Састав штаба бригаде током рата
Команданти бригаде:
- Урош Богуновић Роца
- Петар Војновић
- Мићо Колунџија
- Милорад Мијатовић
- Милан Миљевић Миланчић

Комесари Бригаде:
- Авдо Афировић
- Света Алексић
- Димитрије Бајалица Баја
- Раде Башић
- Ратко Новаковић

Заменици команданта Бригаде:
- Раде Бркић
- Петар Војиновић
- Мићо Колунција
- Буро Милиновић
- Милан Миљевић Миланчић
- Милан Миљуш

Заменици комесара Бригаде:
- Урош Богуновић Роца
- Радоман Јакшић
- Хајро Капетановић
- Саво Поповић

Начелници штаба Бригаде:
- Винко Менард
- Милован Миловац
- Мирко Симић

Обавештајни официри:
- Миле Давидовић
- Војин Данко
- Мориц Леви
- Есад Реџић
- Ђуро Рашета
- Миле Црномарковић
- Вилим Шолц[1]

## Народни хероји Шесте крајишке
- Шефкет Маглајлић
- Урош Богуновић Роца
- Коста Боснић
- Раде Бркић
- Мирко Вејновић
- Душан Гавран
- Душан Кошутић
- Цвијо Кукољ
- Миланчић Миљевић[2]